# Every Time I Turn the Radio On/Talk to Me Ohio
Every Time I Turn the Radio On/Talk to Me Ohio es un álbum de estudio del cantautor estadounidense Bill Anderson.Fue publicado en enero de 1975 a través de MCA Records.

## Antecedentes, grabación y contenido
Every Time I Turn the Radio On/Talk to Me Ohio fue grabado en 1974 en sesiones producidas por Owen Bradley. Anderson había estado bajo la producción de Bradley desde sus primeros años con el sello. Sería su vigésimo tercer álbum de estudio juntos. Las sesiones se llevaron a cabo en RCA Studio A, un estudio ubicado en Nashville, Tennessee. Esto fue diferente a las sesiones anteriores de Anderson que se grabaron en Bradley's Barn. El álbum contenía once canciones. Ocho de las pistas del álbum fueron compuestas por el propio Anderson. Las canciones restantes fueron escritas por otros compositores y artistas musicales. Entre ellas se encontraban versiones de canciones grabadas por primera vez por otros artistas de country establecidos. Un ejemplo de esto fue «Gonna Find Me a Bluebird», que fue grabada por primera vez por Marvin Rainwater. Otra versión del álbum es «Let Me Be the One», que fue grabada por primera vez por Hank Locklin.

## Recepción de la crítica
Un escritor no especificado de la revista Cash Box consideró el álbum como “una deliciosa colección de baladas y ritmos dinámicos”. Un escritor no especificado de Billboard llamó al álbum “una colección magnífica, hecha con talento y gusto”. Un escritor no especificado de Record World señaló que el álbum “demuestra que [Anderson] todavía tiene una de las plumas más potentes que existen”.

## Lista de canciones
Todas las canciones escritas y compuestas por Bill Anderson.
Lado uno
1. «Every Time I Turn the Radio On» – 2:11
2. «Gonna Find Me a Bluebird» (Marvin Rainwater) – 2:24
3. «I Still Feel the Same About You» – 2:54
4. «Country D.J.» – 3:19
5. «A Perfect Angel» (Ben Peters) – 2:42
6. «Roller Coaster Ride» – 2:42

Lado dos
1. «Talk to Me Ohio» – 2:54
2. «Let Me Be the One» (Paul Blevins, Joe Hobson, W.S. Stevenson) – 2:19
3. «Concrete» – 2:54
4. «You Are My Story (You Are My Song)» – 2:59
5. «The Only Way to Travel» – 2:46

## Créditos y personal
Créditos adaptados desde las notas de álbum de Every Time I Turn the Radio On/Talk to Me Ohio.
Músicos
- Bill Anderson – voz principal
- Sonny Garrish – steel guitar, dobro
- Gregg Galbraith – guitarra líder, dobro
- Ray Edenton – guitarra rítmica
- Doug Renaud – batería
- David Briggs – piano, órgano, clavecín
- Woody Woodard – piano, órgano, clavecín
- Bob Moore – bajo eléctrico
- Billy Linneman – bajo eléctrico
- Jimmy Gateley – violín tradicional
- Harold Bradley – guitarra bajo
- Bill McElhiney – arreglos
- The Jordanaires – coros en todas las canciones excepto «Gonna Find Me a Bluebird», «Roller Coaster Ride» y «Talk to Me Ohio»
- The McNett Sisters – coros en «Gonna Find Me a Bluebird» y «Roller Coaster Ride»
- The Holladays – coros en «Talk to Me Ohio»

Personal técnico
- Owen Bradley – productor
- Joe Mills – ingeniero de audio
- Snuffy Miller – técnico de estudio

## Posicionamiento
| Gráfica (1975)                             | Pico de posición |
| ------------------------------------------ | ---------------- |
| Estados Unidos (Billboard Hot Country LPs) | 22               |